# Fouage

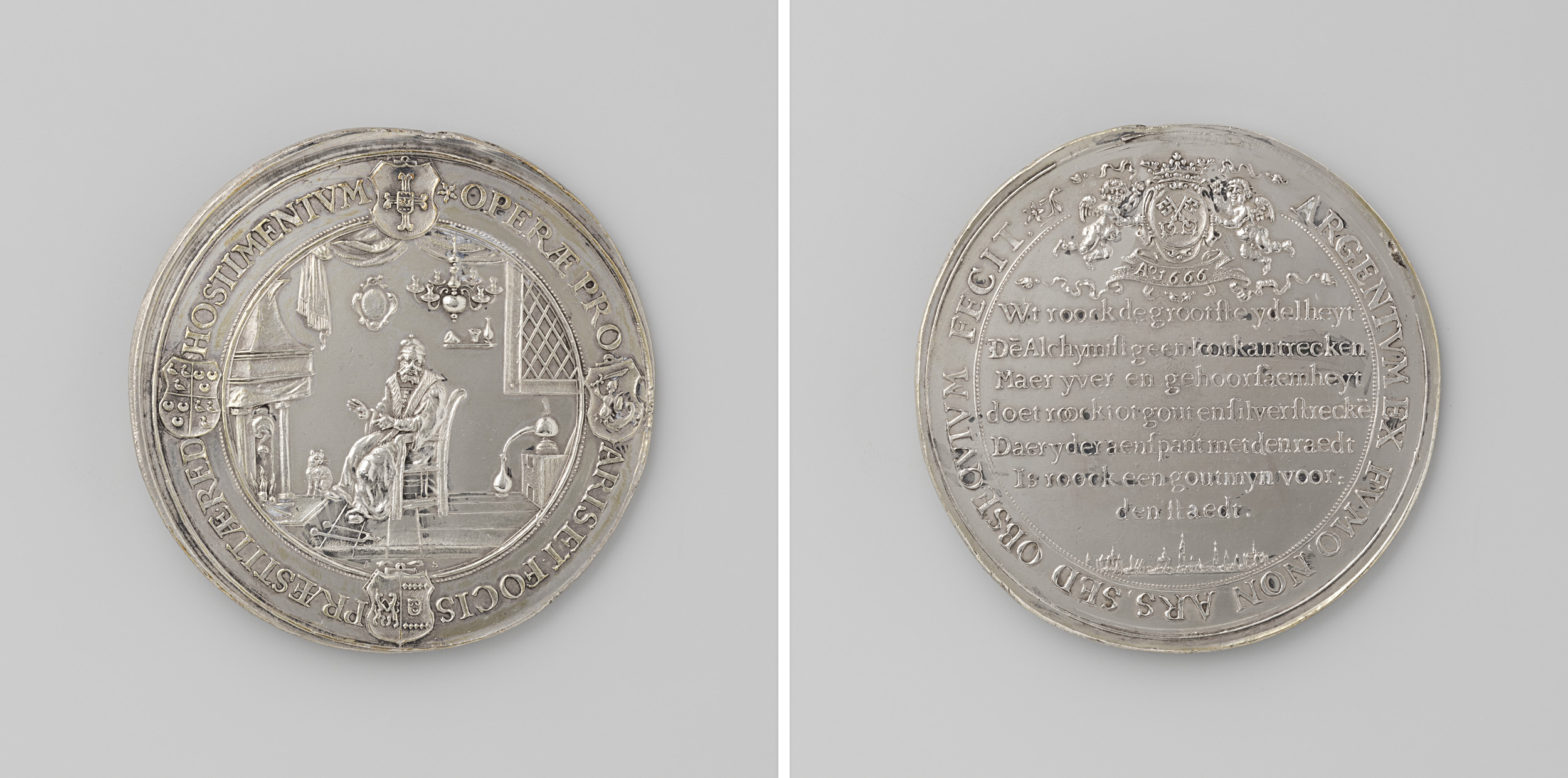
Recouvrement de taxes spéciales sur les foyers à Leyde pour financer la guerre contre l'Angleterre (1666)

Au Moyen Âge, le fouage (focagium) est un impôt ordinaire ou extraordinaire perçu sur chaque feu (focus) ou foyer.

## Caractéristiques de l'impôt
Le mot fouage est donné à l'époque féodale à certaines redevances perçues par les seigneurs sur chaque ménage roturier. Ce mot est ensuite appliqué à des taxes, ordinaires ou extraordinaires, de nature et de quotité diverses. Leur caractère commun est qu'il s'agit d'une contribution directe et personnelle établie sur les feux. Cet impôt est différent de la taxe des foyers. Celle-ci s'applique à toutes les cheminées, dans chaque habitation, et repose donc sur l'existence réelle des foyers. Alors, que pour le fouage le feu n'est qu'une abstraction. Dans la langue d'oil on entend par feu une maison, une famille, alors qu'en langue d'oc le feu est une portion de territoire. Le feu est donc une unité contributive.
L'impôt du fouage apparaît comme un impôt de quotité (taux par feu multiplié par le nombre théorique de feux). Mais dans les faits il est aussi un impôt de répartition. Le produit attendu est à la charge de la communauté (paroisse), à elle de le répartir entre les contribuables. Pour chacun est pris en compte sa faculté contributive, ce qui conduit à faire payer davantage certains, plus aisés, et moins d'autres. L'expression utilisée est « le fort porte le faible ». Le tarif indiqué n'est donc qu'une moyenne.
Les fouages sont soit levés par le roi, en vertu de son pouvoir souverain, soit votés par les états provinciaux ou par les états généraux.

## Histoire
Le fouage existe dans diverses provinces. Il tend à être généralisé au XIVe siècle quand les finances royales assoient sur les villes et sur les paroisses des « aides » afin de faire face aux dépenses croissantes (solde des gens de guerre, rétribution des officiers d'État en nombre croissant).
En 1274, les Juifs devaient payer un fouage à Carcassonne. En 1295, Philippe le Bel fixe à 6 sols par feu la contribution attendue du Languedoc. Philippe de Valois demande en 1328 une aide pour la financer la guerre des Flandres et fixe un montant par feu dans le batillage de Sens. La Guerre de Cent Ans entraîne des fouages comme en 1337 dans le Languedoc où les ménages devaient payer 5 sous tournois par feu et par mois durant 4 mois.
Le prince Édouard de Woodstock (aussi appelé Prince Noir) crée un impôt temporaire en 1368 pour financer la guerre, décision prise par les États généraux d'Aquitaine, et les contestations suivent : « L'expédition d'Espagne avait ouvert de larges brèches dans le trésor du Prince Noir, il réunit à Angoulême les États d'Aquitaine et se fit voter un impôt supplémentaire, un fouage, qui devait lui rapporter 10 sols par feu pendant cinq ans… Si les États de Catalogne s'étaient abstenus de paraître à Angoulême pour témoigner de leur hostilité, l'application de la nouvelle taxe amena des difficultés sans nombre et bientôt un soulèvement général ».
En France, les fouages sont abolis par le roi Charles V sur son lit de mort le 16 septembre 1380, mais sont rétablis par son successeur Charles VI.
Pour le définir, Chateaubriand écrit : « Le fouage (census pro singulis FOCIS exactus) » (Le cens, ou l'impôt, exigé pour chaque feu, ou foyer domestique). 